# Xyela tecta
Xyela tecta (лат.) — вид перепончатокрылых насекомых рода Xyela из семейства пилильщиков Xyelidae. 

## Распространение
Япония, Сикоку, Хонсю, Кюсю. 

## Описание
Мелкие пилильщики, длина около 4 мм. Длина переднего крыла самок от 3,2 до 4,3 мм, у самцов от 3,2 до 3,8 мм. Голова жёлтая с буровато-чёрными отметинами. Груди брюшко тёмнокоричневые. Ложногусеницы питаются на сосне густоцветковой (Pinus densiflora).